# Боннак (Арьеж)
Бонна́к (фр. Bonnac, окс. Bonac) — коммуна во Франции, находится в регионе Окситания. Департамент коммуны — Арьеж. Входит в состав кантона Восточный Памье. Округ коммуны — Памье.
Код INSEE коммуны — 09060.

## Население
Население коммуны на 2008 год составляло 717 человек.
| 1962 | 1968 | 1975 | 1982 | 1990 | 1999 | 2008 |
| ---- | ---- | ---- | ---- | ---- | ---- | ---- |
| 571  | 587  | 581  | 615  | 646  | 680  | 717  |

## Экономика
В 2007 году среди 441 лица в трудоспособном возрасте (15—64 лет) 315 были экономически активными, 126 — неактивными (показатель активности — 71,4 %, в 1999 году было 63,3 %). Из 315 активных работали 289 человек (155 мужчин и 134 женщины), безработных было 26 (9 мужчин и 17 женщин). Среди 126 неактивных 31 человек были учеником или студентом, 52 — пенсионерами, 43 были неактивными по другим причинам.